# كنيسة ويمبورن

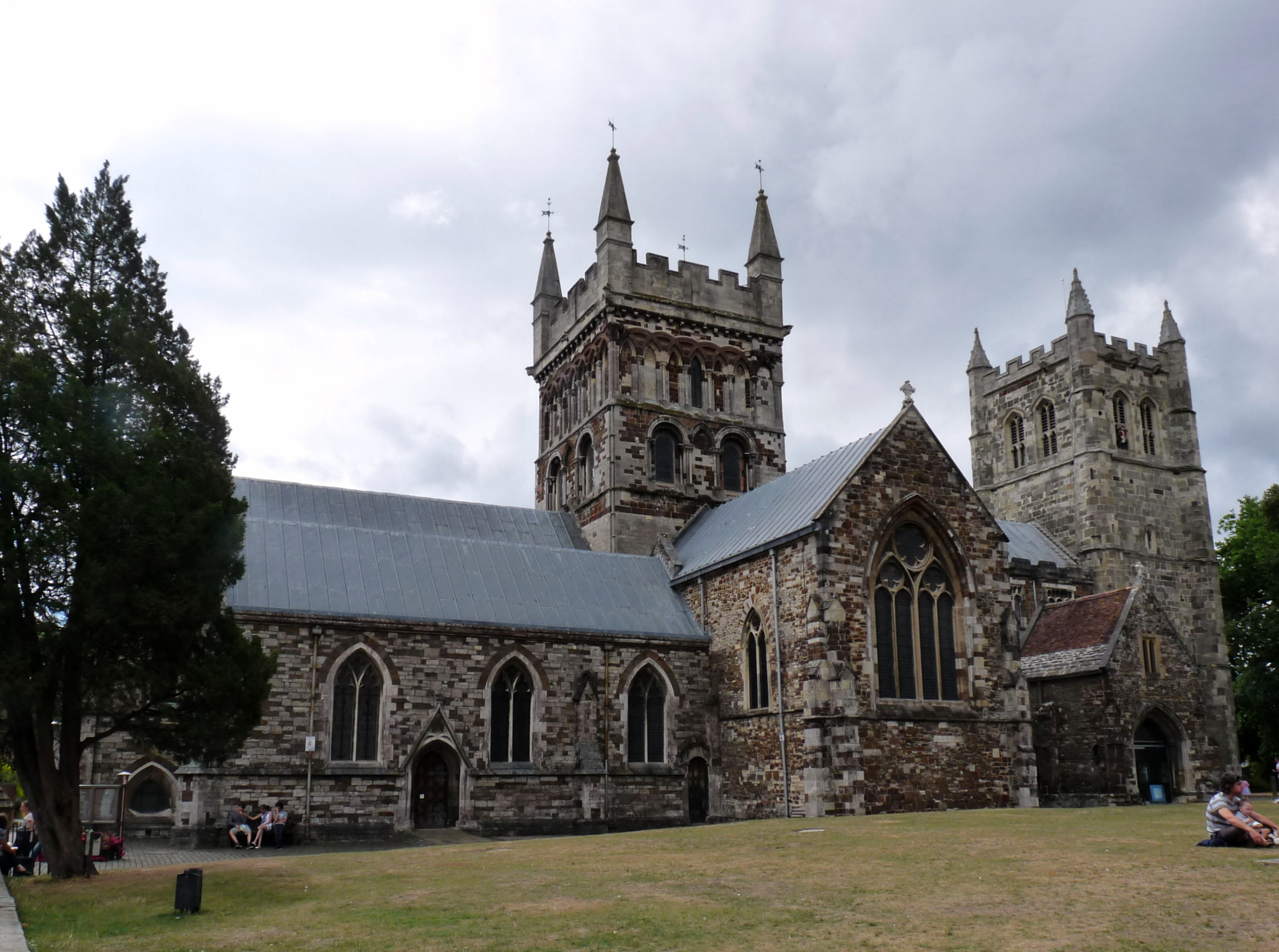
كنيسة ويمبورن.

كنيسة ويمبورن هي كنيسة في ويمبورن، دورست في إنجلترا، تأسست منذ أكثر من 1300 عام، وتتميز بمكتبتها التي تتصل الكتب بها بالمكتبة عن طريق سلاسل وهي واحدة من أربع مكتبات باقية من هذا النوع في العالم. كما كانت الكنيسة في السابق دير للراهبات البينديكتيين.
تضم الكنيسة ساعة فلكية، ضمن مجموعة ساعات فلكية شهيرة صنعت في الفترة من القرن الرابع عشر إلأى القرن السادس عشر الميلاديين في غرب إنجلترا، وتضم تلك المجموعة أيضًا ساعة كاتدرائية سالزبري وساعة كاتدرائية ويلس وساعة كاتدرائية إكسيتر وساعة كنيسة أوتري سانت ماري.